# ميرلين هال
ميرلين هال هو محامي وناشر وسياسي أمريكي، ولد في 18 ديسمبر 1870 في وارسو في الولايات المتحدة، وتوفي في 17 مايو 1953 في لاكروس في الولايات المتحدة. نشط حزبياً في الحزب الجمهوري.

## مناصب
- انتخب كاتب دولة [الإنجليزية]‏ (1917 – 1921).
- انتخب المدعي العام [الإنجليزية]‏ (1907 – 1909).
- انتخب عضو جمعية ولاية ويسكونسن ‏ (1909 – 1915).
- انتخب عضو مجلس النواب الأمريكي [الإنجليزية]‏.